# 拉东
拉东（法語：Ladon，法語發音：[ladɔ̃]）是法国卢瓦雷省的一个市镇，位于该省中东部，属于蒙塔日区。

## 地理
拉东（48°0'10"N, 2°32'20"E）面积13.75 平方千米，位于法国中央-卢瓦尔河谷大区卢瓦雷省，该省份为法国中北部省份，北起埃松省，西北接厄尔-卢瓦省，西南接卢瓦-谢尔省，南至涅夫勒省和谢尔省，东临约讷省，东北接塞纳-马恩省。
与拉东接壤的市镇（或旧市镇、城区）包括：洛尔西、沙普隆、加蒂奈地区梅济耶尔、穆隆、乌祖埃苏贝勒加尔德、维勒穆捷。

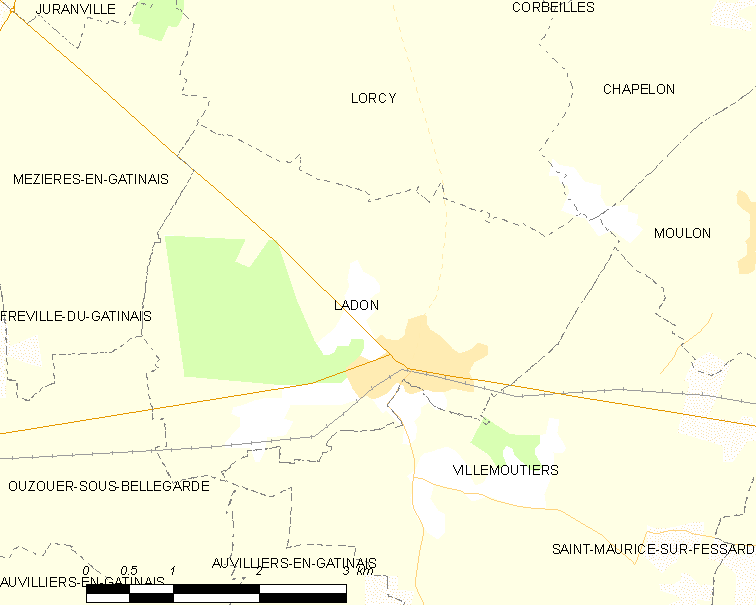
拉东的OSM定位图

拉东的时区为UTC+01:00、UTC+02:00（夏令时）。

## 行政
拉东的邮政编码为45270，INSEE市镇编码为45178。

## 政治
拉东所属的省级选区为洛里斯县。

## 人口

1962-2008年间拉东人口变化图示

拉东于2022年1月1日时的人口数量为1394人。